# Distrikt Pampas de Hospital
Der Distrikt Pampas de Hospital ist einer der 6 Distrikte der Provinz Tumbes in der Region Tumbes im äußersten Nordwesten von Peru. Der Distrikt wurde am 18. Juni 1962 gegründet. Auf 727,75 km² Fläche lebten beim Zensus 2017 6728 Einwohner. Im Jahr 1993 lag die Einwohnerzahl bei 5456, im Jahr 2007 bei 6313. Verwaltungssitz ist die Kleinstadt Pampas de Hospital mit 2648 Einwohnern (Stand 2017). Pampas de Hospital liegt am rechten Flussufer des Río Tumbes 14 km südlich der Provinz- und Regionshauptstadt Tumbes.
Der Distrikt Pampas de Hospital liegt im zentralen Südosten der Provinz Tumbes. Der Fluss Río Tumbes verläuft entlang der südöstlichen und westlichen Distriktgrenze. Im Süden erhebt sich ein bewaldeter Höhenrücken, der im Schutzgebiet Reserva Nacional de Tumbes liegt.
Der Distrikt Pampas de Hospital grenzt im Norden und Nordosten an den Distrikt San Juan de la Virgen, im Osten an den Distrikt Matapalo (Provinz Zarumilla), im Süden an Ecuador (die Kantone Puyango und Zapotillo in der Provinz Loja) sowie im Westen an den Distrikt San Jacinto. 

## Ortschaften im Distrikt
Neben dem Hauptort Pampas de Hospital gibt es noch folgende Ortschaften im Distrikt:
- Becerra
- Belén
- Bigotes
- Cabeza de Lagarto
- Cabuyal
- Cardalitos
- Chacritas
- Cruz Blanca
- El Higuerón
- El Limón
- El Naranjo
- El Prado
- El Rodeo
- El Zapallal
- La Angostura
- Peña Blanca
- Pueblo Nuevo
- Puerto Rico
- Santa María